# Laniarius atroflavus
Bubu-de-peito-amarelo ou picanço-de-peito-amarelo (Laniarius atroflavus) é uma espécie de ave da família Malaconotidae.
Pode ser encontrada nos seguintes países: Camarões e Nigéria.
Os seus habitats naturais são: regiões subtropicais ou tropicais húmidas de alta altitude, matagal húmido tropical ou subtropical e matagal tropical ou subtropical de alta altitude.